# Forenede Arabiske Republik
Forenede Arabiske Republik, forkortet FAR, var en union mellem Ægypten og Syrien i 1958-1961 samt den officielle betegnelse for Ægypten frem til 1971. 
Sammenlægningen af Ægypten og Syrien var tænkt som et første skridt i oprettelsen af en panarabisk nation og er det mest bemærkelsesværdige forsøg på at sammenlægge arabiske stater. 
FAR bandt de to nationer sammen til en forenet stat, med fælles hovedstad i Cairo og med Gamal Abdel Nasser som den fælles præsident. 
FARs flag bestod af det ægyptiske flags tre striber (rød, hvid og sort), men med to grønne stjerner tilføjet, der skulle symbolisere landets to dele. Flaget er stadig Syriens officielle flag. Det irakiske flag har fra 1963 til Golfkrigen 2003 haft tre grønne stjerner for at symbolisere sin snarlige tiltræden til FAR. Nordyemen (eller den Yemenske Arabiske Republik) havde frem til sammenslutningen med Sydyemen i 1990 et tilsvarende flag med kun én grøn stjerne. Dette illustrerer, at den panarabiske tankegang har haft væsentlig indflydelse i flere lande end blot Ægypten og Syrien, og at tankegangen har været betydende også udover perioden 1958-1961.  
Flagets farver har traditionelt været forbundet med den panarabiske tankegang og indgår blandt andet i Ba'ath-partiets flag.
FAR kollapsede i 1961 efter et statskup i Syrien. Ægypten fortsatte med at anvende navnet indtil efter Nassers død.
De Forenede Arabiske Stater var navnet på en noget løsere konføderation mellem FAR og Nordyemen, der eksisterede sideordnet med den Forenede Arabiske Republik.  